# Kane Kosugi
Kane Kosugi, född 11 oktober 1974, är en amerikansk kampsportare och skådespelare med japanskt ursprung. 
Kosugi är son till den japanske kampsportaren och filmskådespelaren Sho Kosugi. Han gjorde sin filmdebut i Revenge of the Ninja (1983), i vilken han och hans far spelade far och son. Den följdes av fler roller i faderns filmer. Under 1990-talet syntes han i flera japanska filmer och TV-serier. Därefter har han bland annat setts i Godzilla-filmen Gojira: Fainaru uôzu (2004), DOA: Dead or Alive (2006), War (2007) och Ninja: Shadow of a Tear (2013).